# Paul Poux
Pour les articles homonymes, voir Poux.
Paul Poux, né le 9 juillet 1984 à Angoulême, est un coureur cycliste français, membre de l'équipe continentale professionnelle Sojasun de 2011 à 2013.

## Biographie
En 2010, il remporte la troisième étape du Circuit des Ardennes et le Grand Prix du muguet, deux épreuves contre-la-montre. Il termine également cinquième du championnat de France du contre-la-montre et remporte le Souvenir Louison-Bobet, une classique bretonne.
En octobre 2013, alors que l'équipe continentale professionnelle Sojasun cesse son activité, Paul Poux ne retrouve pas d'équipe pour 2014 et décide d'arrêter sa carrière professionnelle. 
Il devrait continuer à rouler ponctuellement sous les couleurs de l'AC Nersac pour le plaisir.

## Palmarès
- 2006
  - Chrono Châtelleraudais
  - 2e du Circuit des Vignes
- 2007
  - 1re étape du Tour du Piémont pyrénéen (contre-la-montre par équipes)
  - Chrono Châtelleraudais
  - Chrono de Tauxigny
- 2008
  - Classement général des Boucles Nationales du Printemps
  - 3e du Chrono de Tauxigny
- 2009
  - Grand Prix du Pays d'Aix
  - Classement général du Tour des Deux-Sèvres
  - Chrono Châtelleraudais
  - 2e du championnat du Poitou-Charentes
- 2010
  - Souvenir Louison-Bobet
  - 3e étape du Circuit des Ardennes (contre-la-montre)
  - Grand Prix du Muguet (contre-la-montre)
  - 5ea étape du Tour des Deux-Sèvres (contre-la-montre)
- 2011
  - 4e étape du Tour de Bretagne
- 2012
  - Rhône-Alpes Isère Tour :
    - Classement général
    - 1re étape

  - Prologue des Boucles de la Mayenne

## Classements mondiaux
| Année           | 2010 | 2011 | 2012 | 2013  |
| --------------- | ---- | ---- | ---- | ----- |
| UCI Europe Tour | 473e | 411e | 202e | 1187e |